# Corinna Boccacini
Corinna Boccacini (* 10. März 1985 in Udine) ist eine ehemalige italienische Snowboarderin. Sie startet in den Disziplinen Parallel-Riesenslalom und Parallelslalom.
Corinna Boccacini trat bei den Olympischen Spielen 2006 in Turin im Parallel-Riesenslalom an. Es gab Unstimmigkeiten bei ihrer Nominierung, diese war zunächst zurückgenommen worden, nachdem Isabella Dal Balcon einen von vier Startplätzen vor dem CAS eingeklagt hatte. Der Vater Boccacinis drohte danach seinerseits mit einer Klage vor dem CAS. Daraufhin wurde die Bronzemedaillengewinnern der Olympischen Spiele 2002, Lidia Trettel, vom CONI aus der Mannschaft gestrichen. Boccacini erreichte schließlich Platz 19 im Parallel-Riesenslalom, Isabella Dal Balcon war 13., Marion Posch 15. und Carmen Ranigler 26.
Boccacini gab ihr Weltcupdebüt in Kronplatz im Januar 2001 mit Platz 61 im Parallel-Riesenslalom. Seit 2004 startet sie regelmäßig im FIS-Weltcup und konnte als beste Platzierung einen vierten Rang in der Saison 2006/2007 in Sungwoo (Korea) erreichen. Ein fünfter Platz aus der Saison 2007/2008 sowie zwei achte und ein zehnter Platz sind ihre Top-Ten-Platzierungen in Parallel-Riesenslaloms. Ein neunter Platz im Parallelslalom beim Saisonauftakt 2008/2009 in Landgraaf bedeutete die erste Platzierung unter den ersten zehn in dieser Disziplin.
2005 konnte sich Boccacini bei den Juniorenweltmeisterschaften den Titel im Parallel-Riesenslalom vor den beiden Deutschen Amelie Kober und Selina Jörg sichern. An Weltmeisterschaften der Senioren nahm sie einmal teil, 2007 wurde sie 22. im Parallelslalom und 26. im Parallel-Riesenslalom.
Bei den Olympischen Spielen 2014 wurde sie Vierte im Parallelslalom.
Boccacini ist ledig und wohnt in ihrer Geburtsstadt Udine.

## Snowboard-Weltcup-Platzierungen
| Platzierung | Parallel-Riesenslalom | Parallelslalom | Riesenslalom | Gesamt |
| ----------- | --------------------- | -------------- | ------------ | ------ |
| 1. Platz    |                       |                |              |        |
| 2. Platz    |                       |                |              |        |
| 3. Platz    |                       |                |              |        |
| Top 10      | 5                     | 1              |              | 6      |
| Punkte      | 17                    | 8              |              | 25     |
| Starts      | 23                    | 14             | 1            | 38     |

(Stand: 23. November 2008)